# The Final Countdown (album)
The Final Countdown je třetí studiové album švédské hard rockové skupiny Europe. Vydáno bylo 26. května 1986 společností Epic Records. Jenom v USA se prodalo více než 3 miliony kusů. Bylo to poslední album Europe, které obsahovalo dlouholetého kytaristu Johna Noruma až do jeho návratu pro album Start from the Dark z roku 2004.
Norum opustil Europe v listopadu 1986, protože nebyl spokojen s výsledkem alba z důvodu, že klávesy byli dominantnější než rytmické kytary. 

## Seznam skladeb
1. "The Final Countdown" (Joey Tempest) – 5:11
2. "Rock The Night" (Joey Tempest) – 4:03
3. "Carrie" (Joey Tempest, Mic Michaeli) – 4:30
4. "Danger on the Track" (Joey Tempest) – 3:45
5. "Ninja" (Joey Tempest) – 3:46
6. "Cherokee" (Joey Tempest) – 4:13
7. "Time has Come" (Joey Tempest) – 4:01
8. "Hearth of Stone" (Joey Tempest) – 3:46
9. "On the Loose" (Joey Tempest) – 3:08
10. "Love Chaser" (Joey Tempest) – 3:27

## Sestava
- Joey Tempest – zpěv
- John Norum – kytara
- John Levén – baskytara
- Mic Michaeli – klávesy
- Ian Haugland – bicí